# 戦史検定
戦史検定(せんしけんてい)とは特定非営利活動法人JYMA日本青年遺骨収集団、近現代史研究会PandA会が主催する民間の検定試験。
小田村四郎、中條高徳を実行委員会顧問として2011年に開始された。

## 概要
認定級は初級及び中級・上級で、ノモンハン事件、日中戦争、太平洋戦争の時代の大日本帝国陸軍・大日本帝国海軍の建軍以降の近代戦史及び当時の社会情勢、世相、常識を中心に出題し、マークシート式の選択回答試験で実施される。初級は50題、中上級は100題が出題される。

### 合格ライン
検定の等級及び認定クラス、合格水準は以下の通りである。
| 等級 | 認定クラス | 合格水準                             |
| ---- | ---------- | ------------------------------------ |
| 上級 | 軍司令官   | 100点※上級合格は90点以上             |
| 上級 | 師団長     | 90点-99点                            |
| 中級 | 旅団長     | 80点-89点※中級合格は60点以上89点以下 |
| 中級 | 聯隊長     | 70点-79点                            |
| 中級 | 大隊長     | 60点-69点                            |
| 初級 | 中隊長     | 50点※初級合格は35点以上              |
| 初級 | 小隊長     | 42点-49点                            |
| 初級 | 分隊長     | 35点-41点                            |

## 試験概要
試験概要は以下の通り。
- 受験料

【初級】3800円
【中上級】5500円　※中級試験と上級試験は同一試験。
【併願受検】9000円

## 合格者特典
合格者の特典
1. 「海軍司令部壕」　入館料　5割引
2. 「那須戦争博物館」　入館料　5割引
3. 「大和ミュージアム」　入館料　2割引
4. 「靖国神社 遊就館内施設　茶房 結 」1割引[3]